# Thánh địa và đường hành hương vùng núi Kii
Thánh địa và đường hành hương vùng núi Kii là quần thể các kiến trúc chùa chiền, đền thờ và đường hành hương ở vùng núi Kii nằm tại các tỉnh Mie, Nara, và Wakayama, vùng Kansai, Nhật Bản. Ngày 7 tháng 7 năm 2004, quần thể này đã được UNESCO công nhận là di sản thế giới.
Các địa điểm và đường hành hương của di sản này được dựa trên tầm quan trọng lịch sử trong tôn giáo hành hương. Nó cũng đã được ghi nhận cho sự giao thoa của Thần đạo và Phật giáo và một lịch sử được ghi chép lại các truyền thống hơn 1.200 năm. Phong cảnh thiên nhiên trên bán đảo Kii cũng đã được đưa vào xem xét với nhiều sông suối và thác nước và các khu rừng. Về mặt kiến trúc, các đền thờ và chùa chiền trong danh sách di sản này không phải là toàn bộ và con đường mòn hành hương cũng không phải toàn bộ chiều dài của nó. Tổng cộng có 242 yếu tố được lựa chọn.

## Hạng mục
Các hạng mục của di sản này bao gồm:
| Khu vực                | Tài sản văn hóa | Loại                    | Vị trí                                                      | Hình ảnh |
| ---------------------- | --- | ----------------------- | ----------------------------------------------------------- | -------- |
| Yoshino và Ōmine       | Núi Yoshino (吉野山 Yoshino-yama) | Núi                     | Yoshino-chō, Yoshino-gun, Nara-ken                          |          |
| Yoshino và Ōmine       | Đền thờ Yoshino Mikumari (吉野水分神社 Yoshino-mikumari-jinja)                                                                       | Đền thờ Thần đạo        | Yoshino-chō, Yoshino-gun, Nara-ken                          |          |
| Yoshino và Ōmine       | Đền thờ Kimpu (金峯神社 Kimpu-jinja)                                                                                                 | Đền thờ Thần đạo        | Yoshino-chō, Yoshino-gun, Nara-ken                          |          |
| Yoshino và Ōmine       | Kimpusen-ji (金峯山寺 Kimpusen-ji)                                                                                                   | Shugendō/Chùa Phật giáo | Yoshino-chō, Yoshino-gun, Nara-ken                          |          |
| Yoshino và Ōmine       | Đền thờ Yoshimizu (吉水神社 Yoshimizu-jinja)                                                                                         | Đền thờ Thần đạo        | Yoshino-chō, Yoshino-gun, Nara-ken                          |          |
| Yoshino và Ōmine       | Ōminesan-ji (大峯山寺 Ōminesan-ji)                                                                                                   | Đền thờ Shugendō        | Tenkawa-mura, Yoshino-gun, Nara-ken                         |          |
| Kumano Sanzan          | Kumano Hongū Taisha (熊野本宮大社 Kumano Hongū Taisha)                                                                               | Đền thờ Thần đạo        | Tanabe-shi, Wakayama-ken                                    |          |
| Kumano Sanzan          | Kumano Hayatama Taisha (熊野速玉大社 Kumano Hayatama Taisha)                                                                         | Đền thờ Thần đạo        | Shingū-shi, Wakayama-ken; Kiho-chō, Minamimuro-gun, Mie-ken |          |
| Kumano Sanzan          | Kumano Nachi Taisha (熊野那智大社 Kumano Nachi Taisha)                                                                               | Đền thờ Thần đạo        | Nachikatsuura-chō, Higashimuro-gun, Wakayama-ken            |          |
| Kumano Sanzan          | Seiganto-ji (青岸渡寺 Seiganto-ji)                                                                                                   | Chùa Phật giáo Tendai   | Nachikatsuura-chō, Higashimuro-gun, Wakayama-ken            |          |
| Kumano Sanzan          | Thác Nachi (那智滝 Nachi no Taki) | Thác nước               | Nachikatsuura-chō, Higashimuro-gun, Wakayama-ken            |          |
| Kumano Sanzan          | Rừng nguyên sinh Nachi (那智原始林 Nachi Genjirin)                                                                                   | Rừng                    | Nachikatsuura-chō, Higashimuro-gun, Wakayama-ken            |          |
| Kumano Sanzan          | Fudarakusan-ji (補陀洛山寺 Fudarakusan-ji)                                                                                           | Chùa Phật giáo Tendai   | Nachikatsuura-chō, Higashimuro-gun, Wakayama-ken            |          |
| Kōyasan                | Đền thờ Niutsuhime (丹生都比売神社 Niutsuhime-jinja)                                                                                 | Đền thờ Thần đạo        | Katsuragi-chō, Ito-gun, Wakayama-ken                        |          |
| Kōyasan                | Kongōbu-ji (金剛峯寺 Kongōbu-ji) | Chùa Phật giáo Shingon  | Kōya-chō, Ito-gun, Wakayama-ken                             |          |
| Kōyasan                | Jison-in (慈尊院 Jison-in) | Chùa Phật giáo Shingon  | Kudoyama-chō, Ito-gun, Wakayama-ken                         |          |
| Kōyasan                | Đền thờ Niukanshōfu (丹生官省符神社 Niukanshōfu-jinja)                                                                               | Đền thờ Thần đạo        | Kudoyama-chō, Ito-gun, Wakayama-ken                         |          |
| Tuyến đường hành hương | Ōmine Okugakemichi (大峯奥駈道 Ōmine Okugakemichi)                                                                                   | Đường mòn               | Các làng giữa Nara và Wakayama                              |          |
| Tuyến đường hành hương | Kumano Sankeimichi (熊野参詣道) - Nakahechi (中辺路), gần Sông Kumano (熊野川) - Kohechi (小辺路) - Ōhechi (大辺路) - Iseji (伊勢路) | Đường mòn               | Băng qua các tỉnh Mie và Wakayama                           |          |
| Tuyến đường hành hương | Kōyasan chōishi-michi (高野山町石道 Kōyasan Chōishimichi)                                                                            | Đường mòn               | Làng ở Ito-gun, Wakayama-ken                                |          |

## Hình ảnh

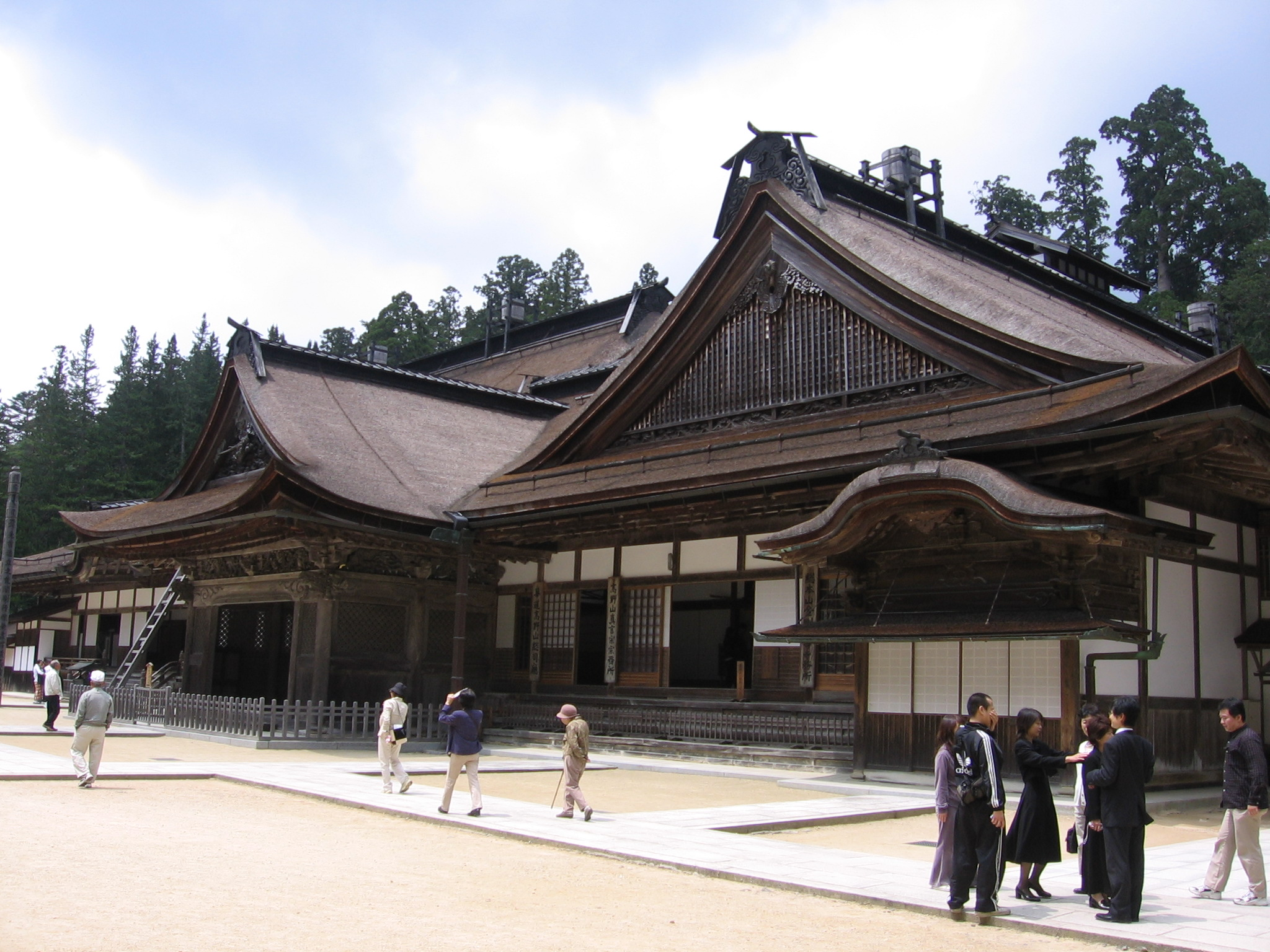
Kongobuji
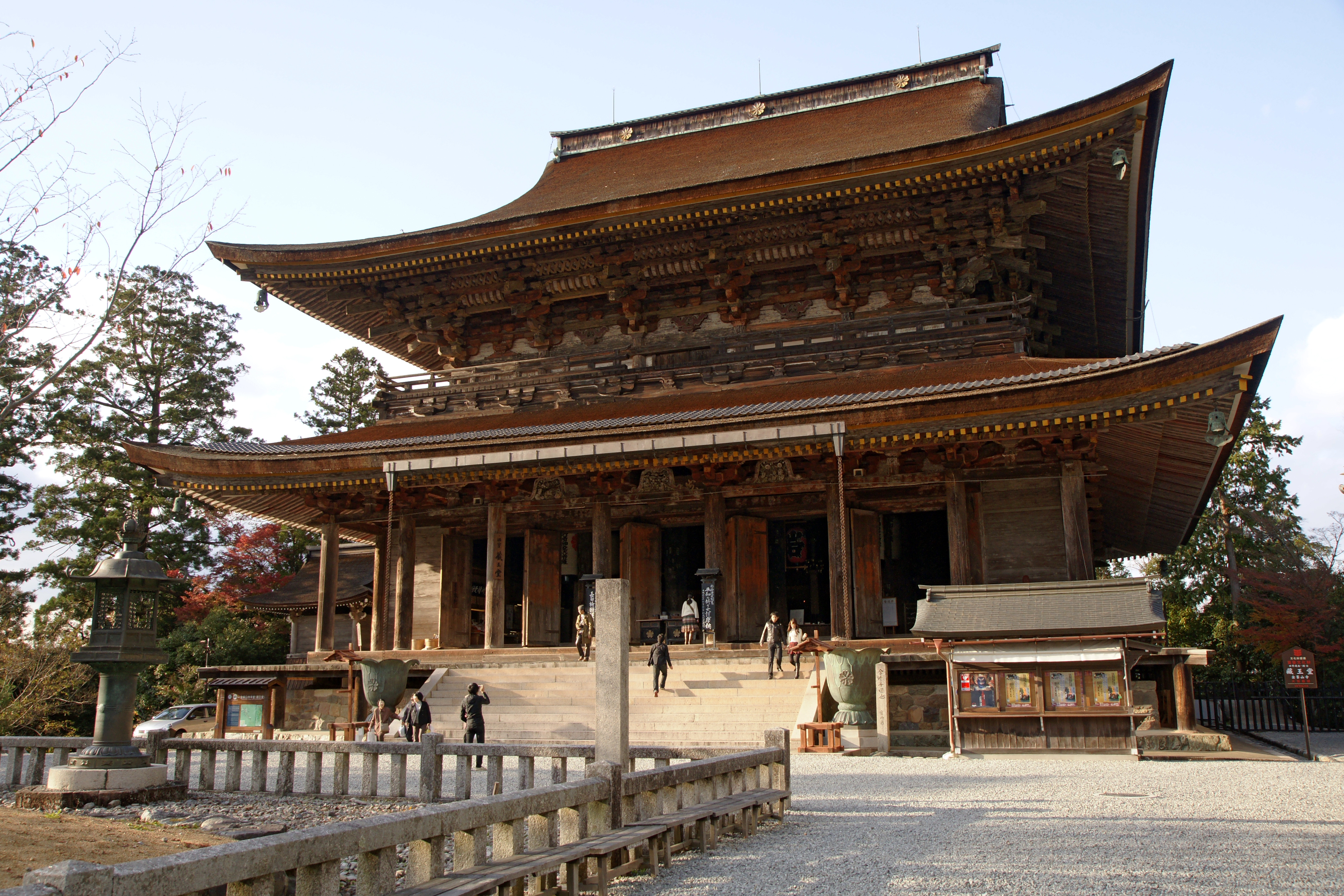
Chùa Kimbusen
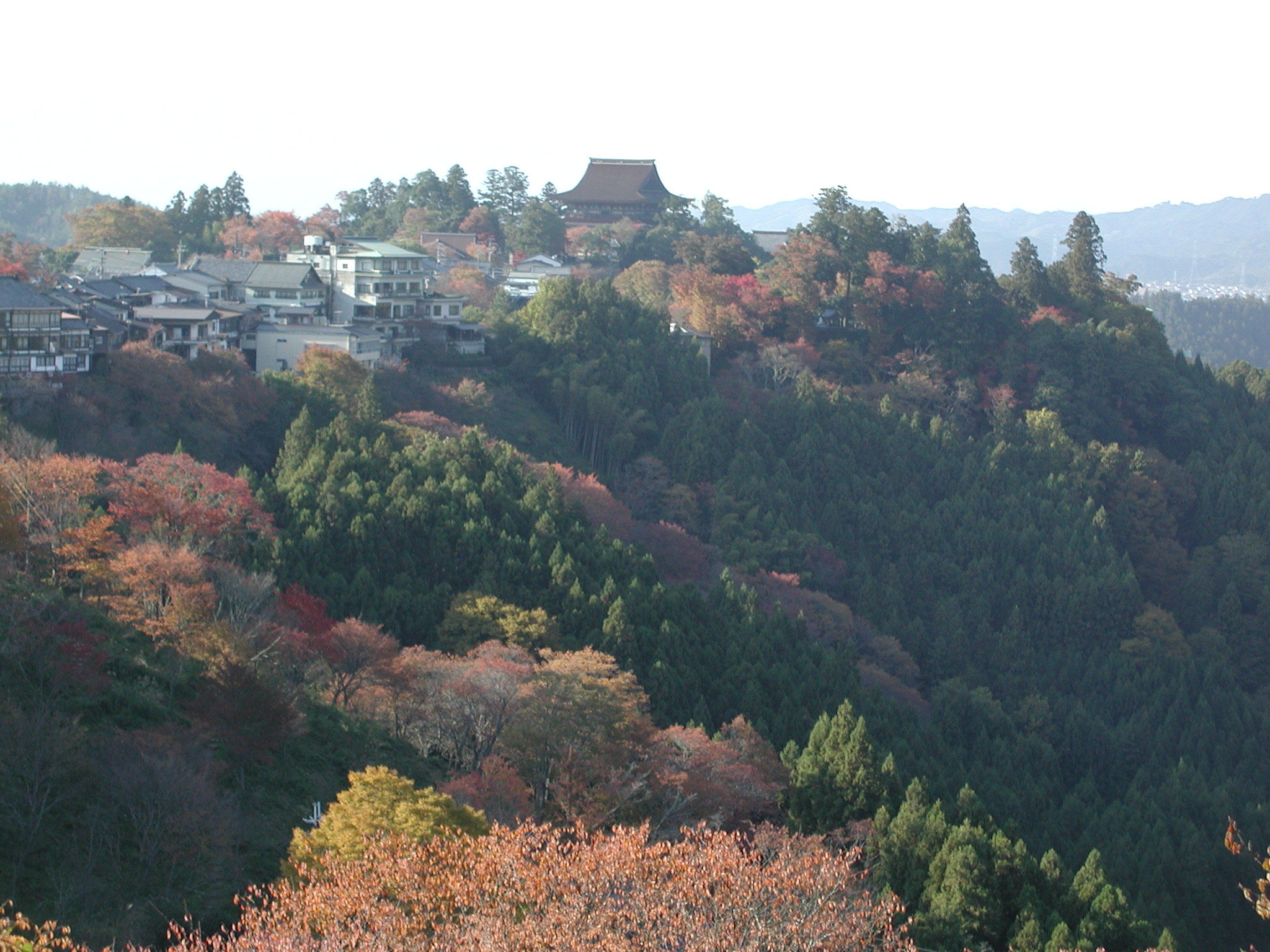
Núi Yoshino
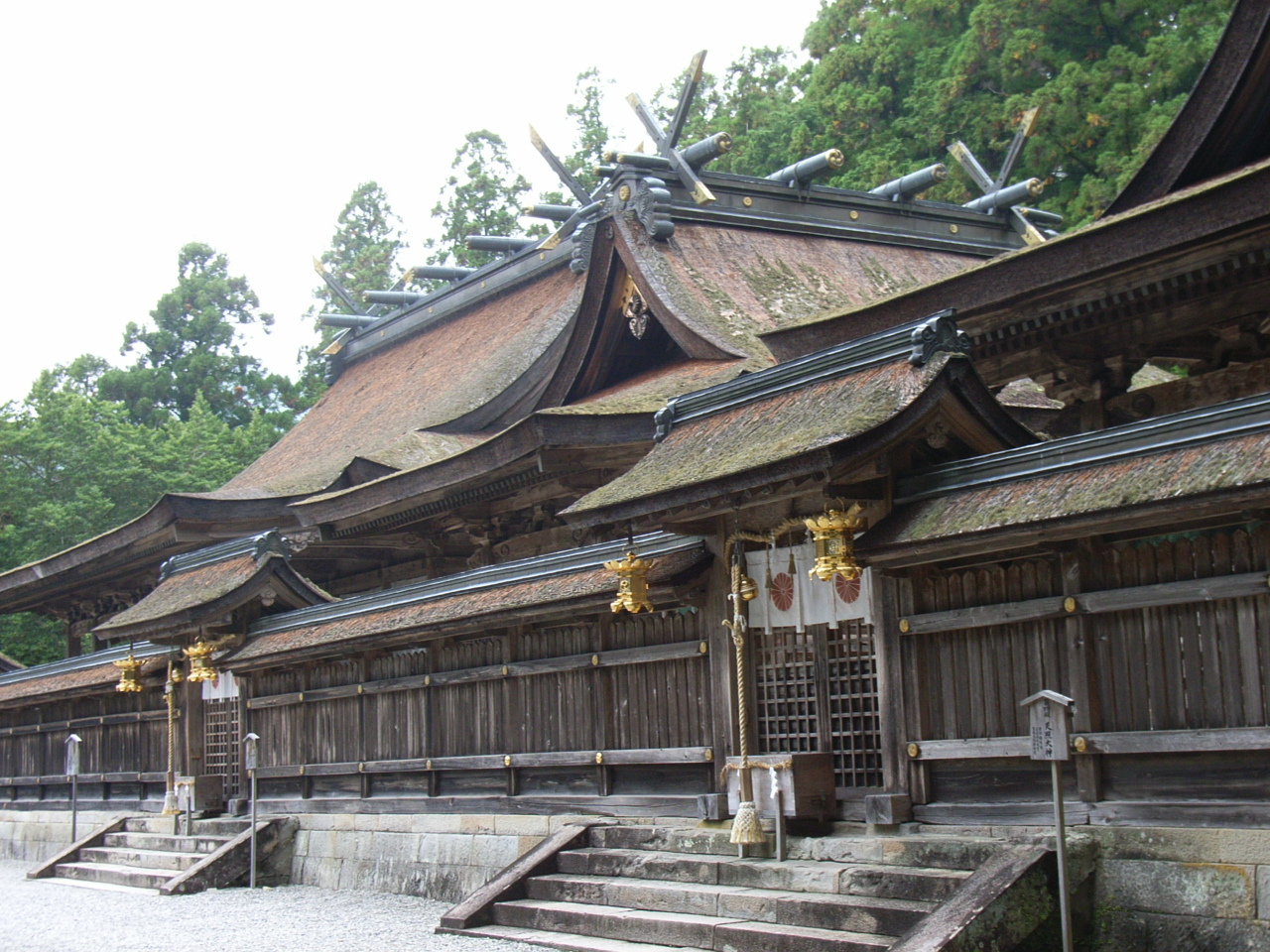
Đền Kumano Hongu